# اولنا زلنسکا
اولِنا ولودیمیریونا زلنسکا (با نام مستعار: کیاشکو؛ به اوکراینی: Олена Володимирівна Зеленська؛ زادهٔ ۶ فوریهٔ ۱۹۷۸)، یک فیلم‌نامه‌نویس اوکراینی است که از سال ۲۰۱۹ بانوی اول اوکراین به عنوان همسر رئیس‌جمهور ولودیمیر زلنسکی است. در دسامبر ۲۰۲۳، نام زلنسکا در فهرست ۱۰۰ شخص تأثیرگذار مجله تایم قرار گرفت.